# Dromos (architektura)

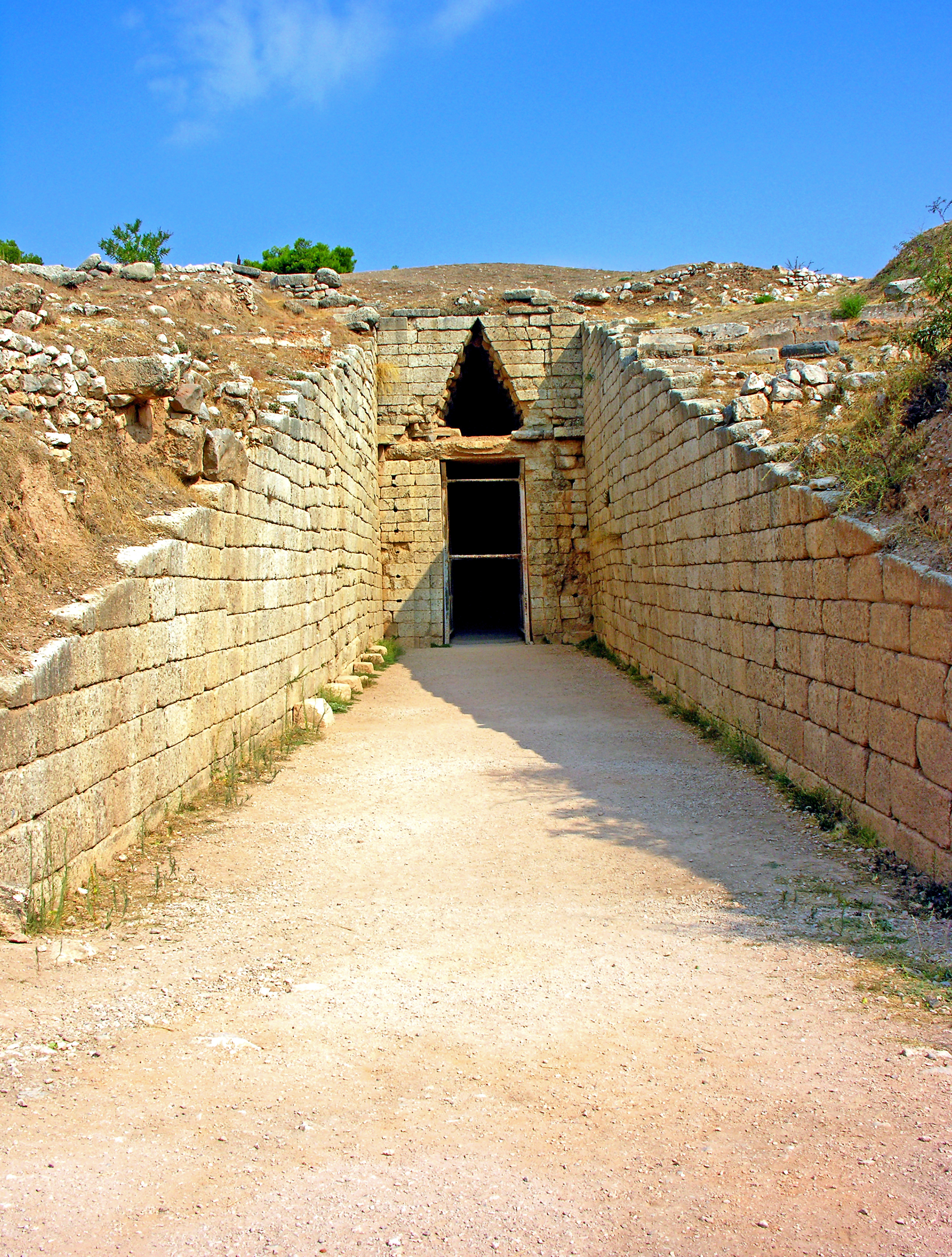
Wejście do komory grobowej Klitajmestry

Dromos – gr. bieg, bieżnia, droga, aleja. W obiektach sepulkralnych korytarz prowadzący do komory grobowej. Wykuty w skale lub zbudowany z ciosów kamiennych. Od komory grobowej oddzielony drzwiami. Nad otworem drzwiowym czasem umieszczano trójkątną, ozdobną płytę. Spotykany w kulturze egejskiej, mykeńskiej i etruskiej.